# Hnoss et Gersimi

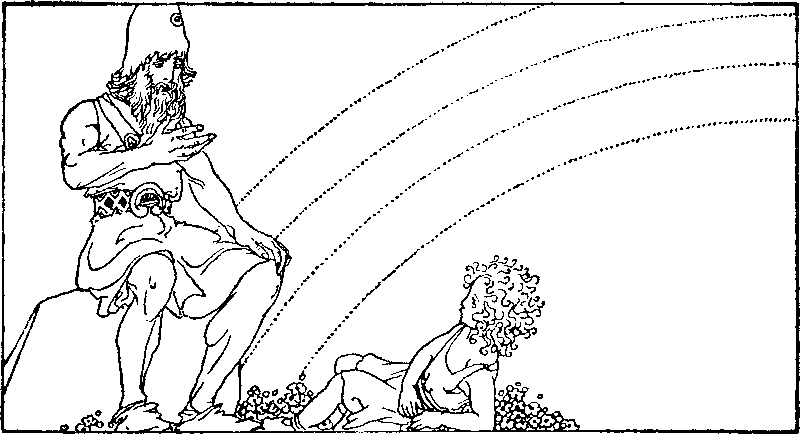
"Heimdall et la petite Hnossa - comment toutes les choses sont apparues" (1920) de Willy Pogany.

Hnoss et Gersimi (les deux noms signifient « trésor », « joyau » en vieux norrois) sont les filles de Freyja et d'Ód dans la mythologie nordique.
Hnoss et Gersimi ne sont mentionnées que chez Snorri Sturluson et dans les thulur. Dans l’Ynglinga saga (10), Snorri indique que Freyja a pour époux Ód et pour filles Hnoss et Gersemi, précisant à leur propos : « elles étaient très belles. Leurs noms servent à désigner les objets les plus précieux ». Hnoss est pareillement citée dans la Gylfaginning (35) : après avoir mentionné sa parenté, Snorri écrit qu'elle est « si belle que son nom sert à désigner toutes les choses belles et précieuses : elles sont en effet appelées hnossir ("joyaux") ». Il signale aussi, dans le Skáldskaparmál (20, 37), que Freyja peut-être désignée par la kenning « mère de Hnoss » (móður Hnossar). 
Les noms de Hnoss ou de Gersimi n'apparaissent toutefois pas en tant que noms propres dans la poésie scaldique conservée. Les références à la fille de Freyja sont toutefois fréquentes pour désigner l'or, un trésor ou une arme précieuse. Ainsi, dans son *Øxarflokkr, Einarr Skúlason se réfère à la hache qui lui a été offerte par des kenningar telles que « glorieuse enfant de Hörn [Freyja] » (hróðrbarn Hǫrnar), « nièce de Freyr » (Freys nipt), « enfant de la fille de Njörd » (Njarðar dóttur barn), « fille de la mariée des Vanes [Freyja] » (Vanabrúðar dóttir), « fille de Gefn [Freyja] » (mær Gefnar). 
Les noms des filles de Freyja prouvent qu'elle est aussi une déesse de la richesse, ce qu'illustrent également ses larmes d'or ou le précieux collier des Brísingar.
Comme Hnoss et Gersimi n'apparaissent dans aucun mythe, Rudolf Simek a suggéré que leurs noms pouvaient ou bien provenir d'une kenning mal comprise, ou bien avoir été inventés par Snorri.